# Tonezza del Cimone
Tonezza del Cimone (velenceiül Tonexa del Cimon) település Olaszországban, Veneto régióban, Vicenza megyében. Lakosainak száma 500 fő (2023. január 1.). Tonezza del Cimone Lastebasse, Arsiero és Valdastico községekkel határos.

## Népesség
A település népességének változása:
| Lakosok száma | 525  | 518  | 500  |
|               | 2017 | 2018 | 2023 |